# Архиепископ Кентерберийский
Архиепи́скоп Кентербери́йский (англ. Archbishop of Canterbury) — духовный глава Церкви Англии в Соединённом Королевстве, а также духовный лидер Англиканского сообщества во всём мире. Он также является главой диоцеза Кентербери.

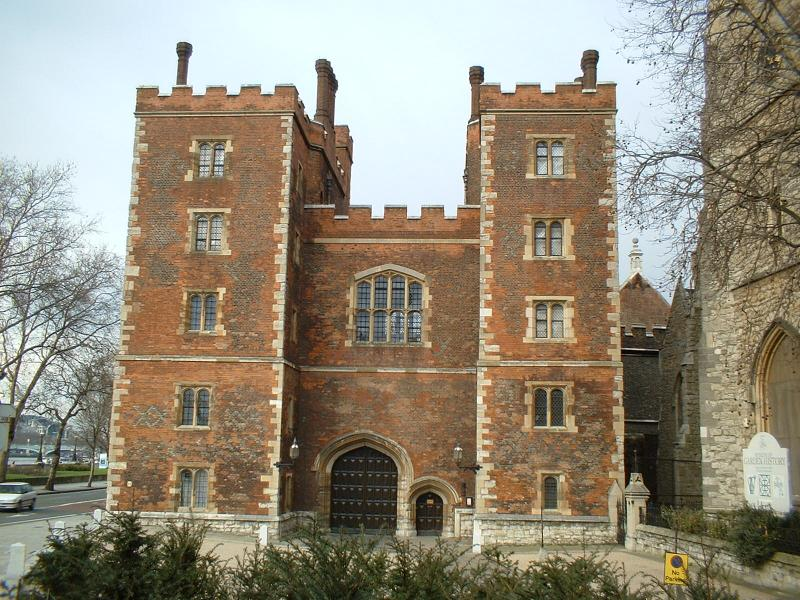
Ламбетский дворец

В качестве главы Кентерберийской епархии (261 приход на территории площадью около 1000 кв. миль) духовно окормляет верующих в восточной части графства Кент с населением 890 тыс. человек. В качестве примаса Англии делит ряд полномочий с архиепископом Йоркским. В юрисдикцию архиепископа Кентерберийского входят 30 епархий в его провинции Англиканской церкви (29 в южной Англии и одна в континентальной Европе); архиепископ Йоркский имеет в своей провинции 14 епархий. В качестве главы Англиканского сообщества (34 провинции и около 80 млн верующих по всему миру) выступает от его имени как выразитель согласованного мнения, но не является единоличным верховным иерархом, разделяя полномочия с руководящими структурами сообщества.
Первым человеком, получившим этот титул, стал в 597 году Августин Кентерберийский. В его честь названы Трон Святого Августина в Кентерберийском соборе и Евангелие святого Августина, хранящееся в Кембриджском университете. И трон, и Евангелие используются во время интронизации архиепископа Кентерберийского.
С 4 февраля 2013 года до 6 января 2025 года 105-й Архиепископ Кентерберийский — Джастин Уэлби.
Официальная резиденция архиепископа расположена в Ламбетском дворце.
Архиепископу Кентерберийскому было дано право присваивать степень доктора музыки намного раньше, чем большинству британских университетов.